# 布鲁斯和维拉雷
布鲁斯和维拉雷（法語：Brousses-et-Villaret，法語發音：[bʁus e vilaʁɛ] ⓘ）是法国奥德省的一个市镇，属于卡尔卡松区。

## 地理
布鲁斯和维拉雷（43°20'32"N, 2°15'12"E）面积11.16 平方千米，位于法国奧克西塔尼大區奥德省，该省份为法国南部沿海省份，北起塔恩省，西北接上加龙省，西接阿列日省，南至东比利牛斯省，东临地中海，东北与埃罗省接壤。
与布鲁斯和维拉雷接壤的市镇（或旧市镇、城区）包括：丰捷卡巴代斯、弗赖斯卡巴代斯、蒙托略、圣但尼。

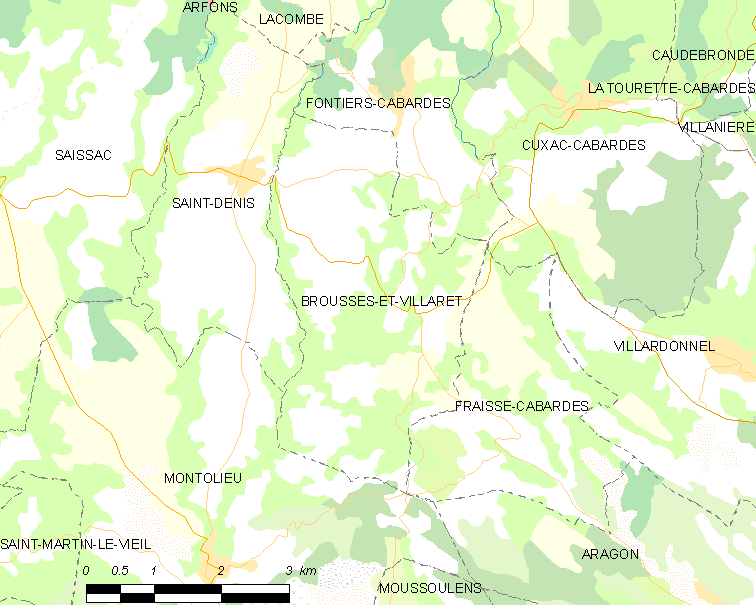
布鲁斯和维拉雷的OSM定位图

布鲁斯和维拉雷的时区为UTC+01:00、UTC+02:00（夏令时）。

## 行政
布鲁斯和维拉雷的邮政编码为11390，INSEE市镇编码为11052。

## 政治
布鲁斯和维拉雷所属的省级选区为努瓦尔山区拉马勒佩尔县。

## 人口

1962-2008年间布鲁斯和维拉雷人口变化图示

布鲁斯和维拉雷于2022年1月1日时的人口数量为352人。